# Castro de San Cibrao de Las
El Castro de San Cibrao de Las, també conegut com "A Cidade" ("la ciutat"), Lambrica, Lansbrica, Lanobrica o Lansbricae, és un dels poblats fortificats en procés d'excavació de major grandària entre els localitzats al territori de Galícia, a cavall dels termes municipals de Punxín i San Amaro, a la província d'Ourense. Del resultat dels estudis arqueològics es pot observar un període d'ocupació continuada que abasta des del segle ii aC fins al segle ii, i amb possibles ocupacions esporàdiques més tardanes. Per la seva grandària pot ser comparat amb el Castro de Santa Trega, situat al municipi d'A Guarda, Pontevedra, i amb les Citanias del nord de Portugal, poblats de la Cultura dels castros que es caracteritzen pel seu avançat estat de romanització (aculturació) i les seves grans dimensions. Entre els exponents més significatius es poden citar la Citania de Briteiros, el Castro de Mozinho i el Castro de Sanfíns.

## Situació
És a 18 km de la ciutat d'Ourense, ocupant terrens que pertanyen a la parròquia de San Xoán de Ourantes, al municipi de Punxín, i a la parròquia de San Cibrao de Las, al municipi de San Amaro, a l'extrem de les planes de Las i d'Eiras.
S'emplaça sobre una petita elevació, a 473 msnm, al costat de la dominant Mont de San Baratat, de 550 msnm, en el qual també es van trobar restes d'un castro d'un període inicial de la Cultura dels castros. El mont de San Baratat impedeix el contacte visual directe del riu Miño des del castro. Aquest contacte visual sí que es manté amb els castros veïns de Santa Ádeda, el de Trelle o el castro de Vedat do Castro (en el "Chan da Ferradura"). El castro es localitza en un punt de difícil defensa, en una petita plana amb pronunciades pendents per l'est, alguna cosa menors pel nord i suaus per l'oest i pel sud.

## Excavacions arqueològiques

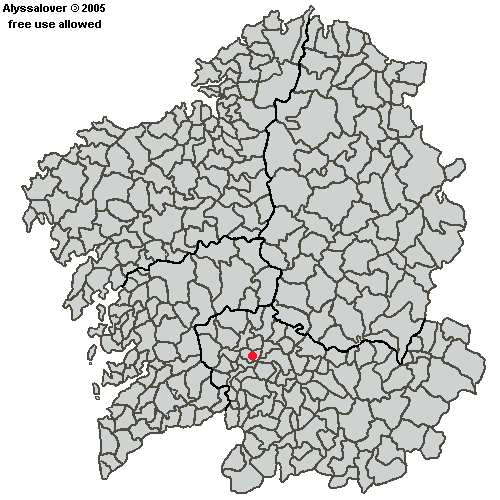
Localització del Castro de San Cibrao de les a Galícia

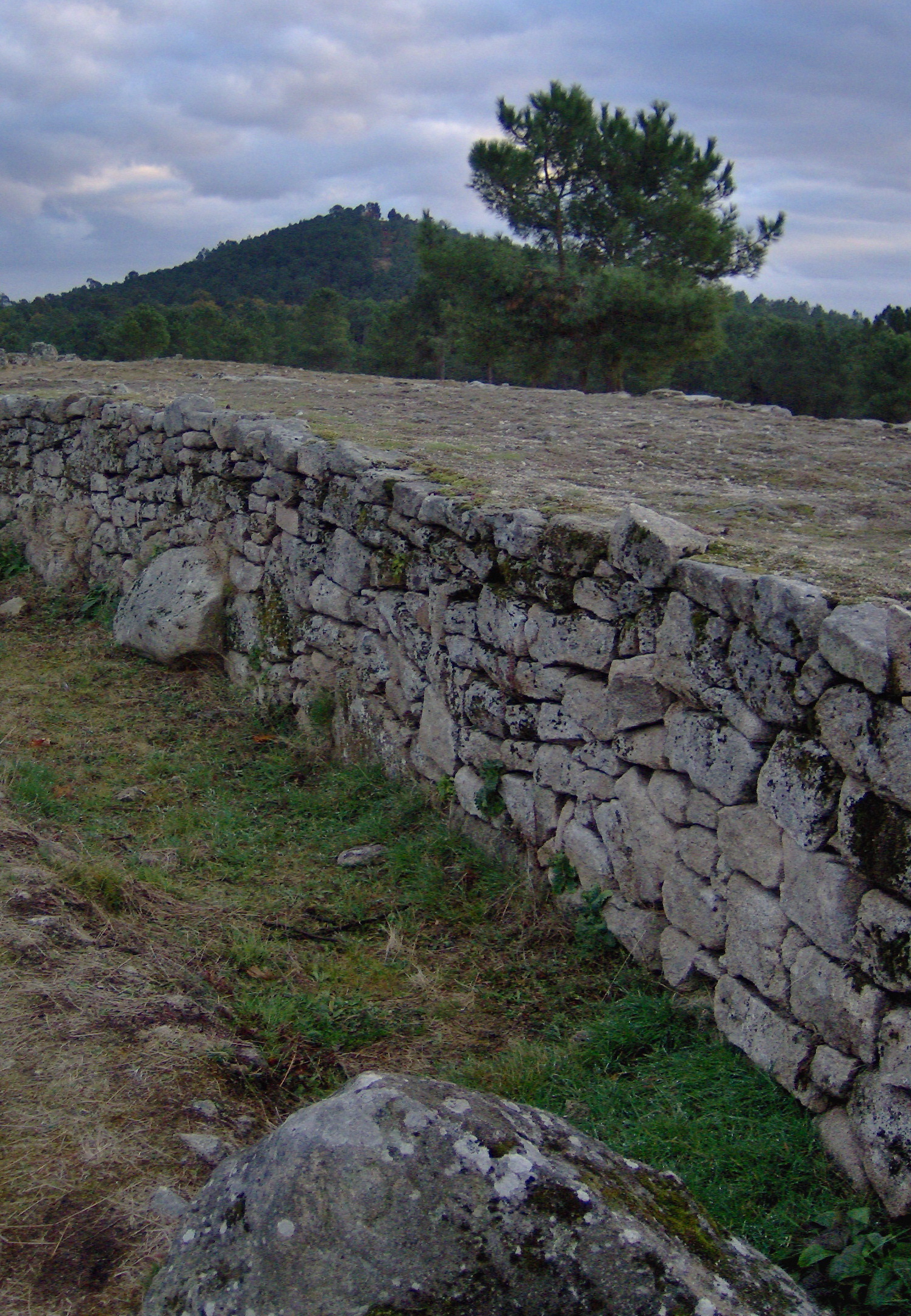
El mont de San Baratat, vist des del castro

L'estudi d'aquest castro va començar amb una primera visita al jaciment per part de Florentino López Cuevillas i Vicente Risco l'any 1921. La impressió extreta de l'observació en aquesta visita els va conduir a sol·licitar els corresponents permisos per realitzar una excavació oficial. Els permisos van ser atorgats a l'any següent.

### Primeres excavacions (1922 -1925)
D'aquesta manera, l'any 1922, López Cuevillas va dirigir la realització d'uns primers sondejos en el recinte més interior, que van donar com a resultat el descobriment de les bases d'una construcció de planta quadrangular. També van demostrar que el centre estava delimitat per una muralla simple. Aquests treballs van continuar fins a l'any 1925 i es van centrar a la zona sud-est del castro. En aquesta zona van deixar al descobert construccions de diverses tipologies: de planta el·líptica, circular, ovalada, rectangulars i quadrades, a més de la font o aljub. Aquestes campanyes van procurar obtenir una definició del conjunt del jaciment.

### Segones campanyes (1948 -1950)
Des de l'any 1948 Xaquín Lorenzo, amb la col·laboració i orientació de López Cuevillas, va dirigir dues campanyes en les quals es va treballar al centre i on es van descobrir construccions circulars i rectangulars juntament amb les portes de la muralla interior. En el perímetre van excavar en el sector de ponent i van explorar la segona muralla i el fossat davanter, a més de tornar a excavar la font-aljub.

### Abandó i inici de l'etapa de recuperació i neteja
L'any 1953 els assistents al 3r. Congrés Nacional d'Arqueologia varen visitar el jaciment i varen reconèixer la seva importància i monumentalitat. Malgrat aquest reconeixement, no es va impedir que se succeïssin anys d'abandonament i depredacions del jaciment. Poc temps més tard, la denúncia i eficaç gestió de Xesús Ferro Couselo va paralitzar la massiva extracció de pedra del jaciment, que s'estava duent a terme per utilitzar-la com grava per al condicionament dels carrers d'O Carballiño i voltants.
L'any 1980,quan s'estava construint un camp de futbol al costat del castro, es va trobar un jaciment paleolític. Des d'aquest moment es van realitzar treballs de manteniment i neteja del conjunt començant així una etapa de lenta recuperació.
Les troballes de materials durant aquestes excavacions es conserven al Museu Arqueològic Provincial d'Ourense.

### 1980 fins a l'actualitat
Des de l'any 1980 es van dur a terme labors de consolidació de les estructures ja excavades anteriorment i es van dur a terme noves campanyes d'excavació a la zona est, fins a aquell moment molt poc estudiada, en les quals es van destapar gran quantitat d'estructures habitacionals. Al mateix temps se segueixen ampliant les construccions excavades a la zona oest.
El parc arqueològic i el "Centre d'Interpretació de la Cultura dels castros" va ser inaugurat el 8 de març de 2014 pel president de la Xunta de Galícia, Alberto Núñez Feijóo. En la darrera etapa dels treballs s'havia dedicat una inversió pública de 10 milions d'euros, per a "facilitar el diàleg perfecte entre la història remota i el present", segons va declarar el president de la Xunta.

## Descripció

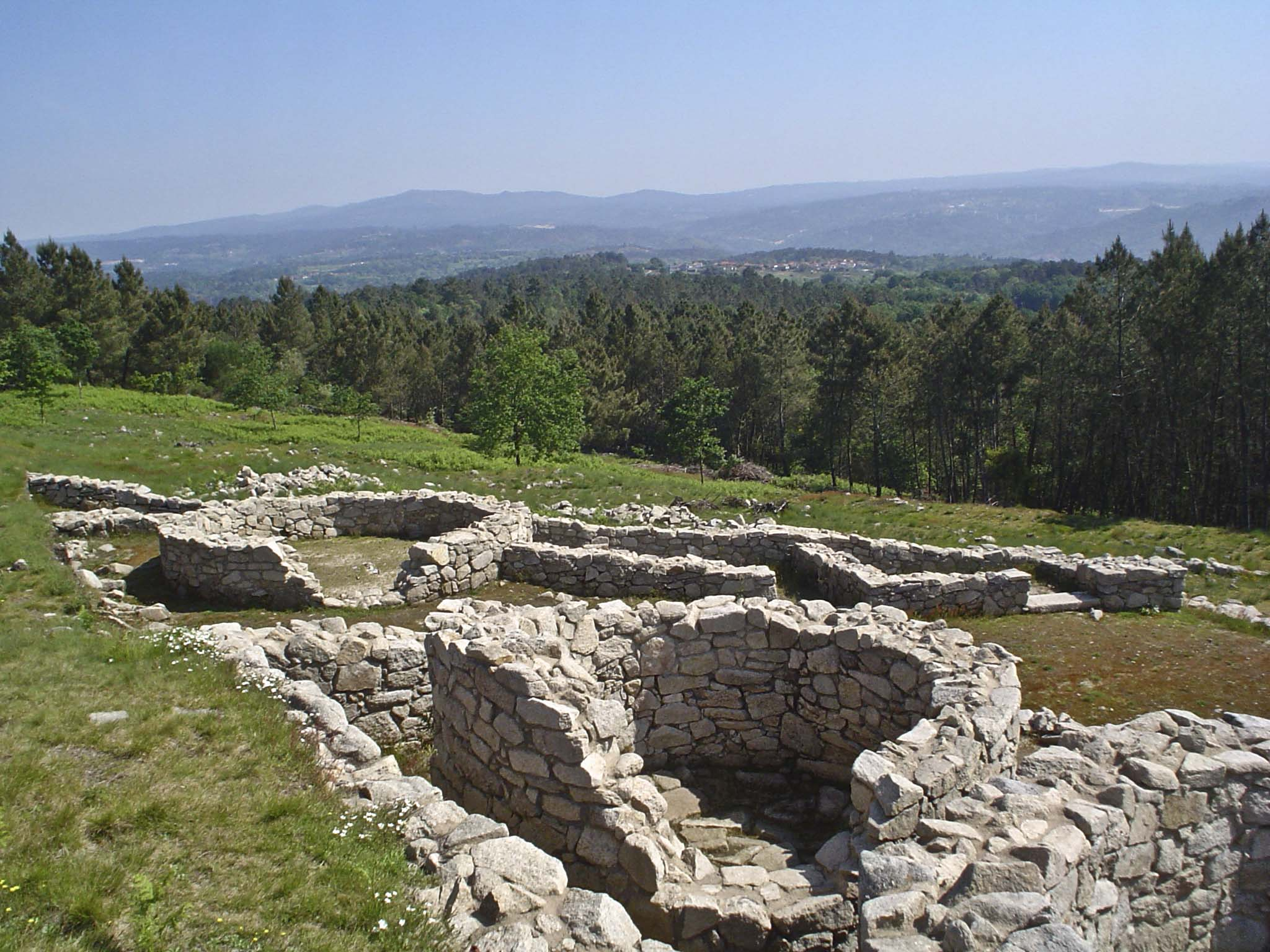
Construccions circulars excavades al barri este

Atenent a la seva tipologia, es pot afirmar que es tracta d'un jaciment corresponent a l'etapa final de la Cultura dels castros, en la qual el Procés de romanització va configurar una societat amb una cultura definida, la coneguda també com a cultura galaico-romana, en la qual el sistema social preexistent estava en un procés de canvi i adaptació al sistema romà, de manera que ambdues cultures es barregen.

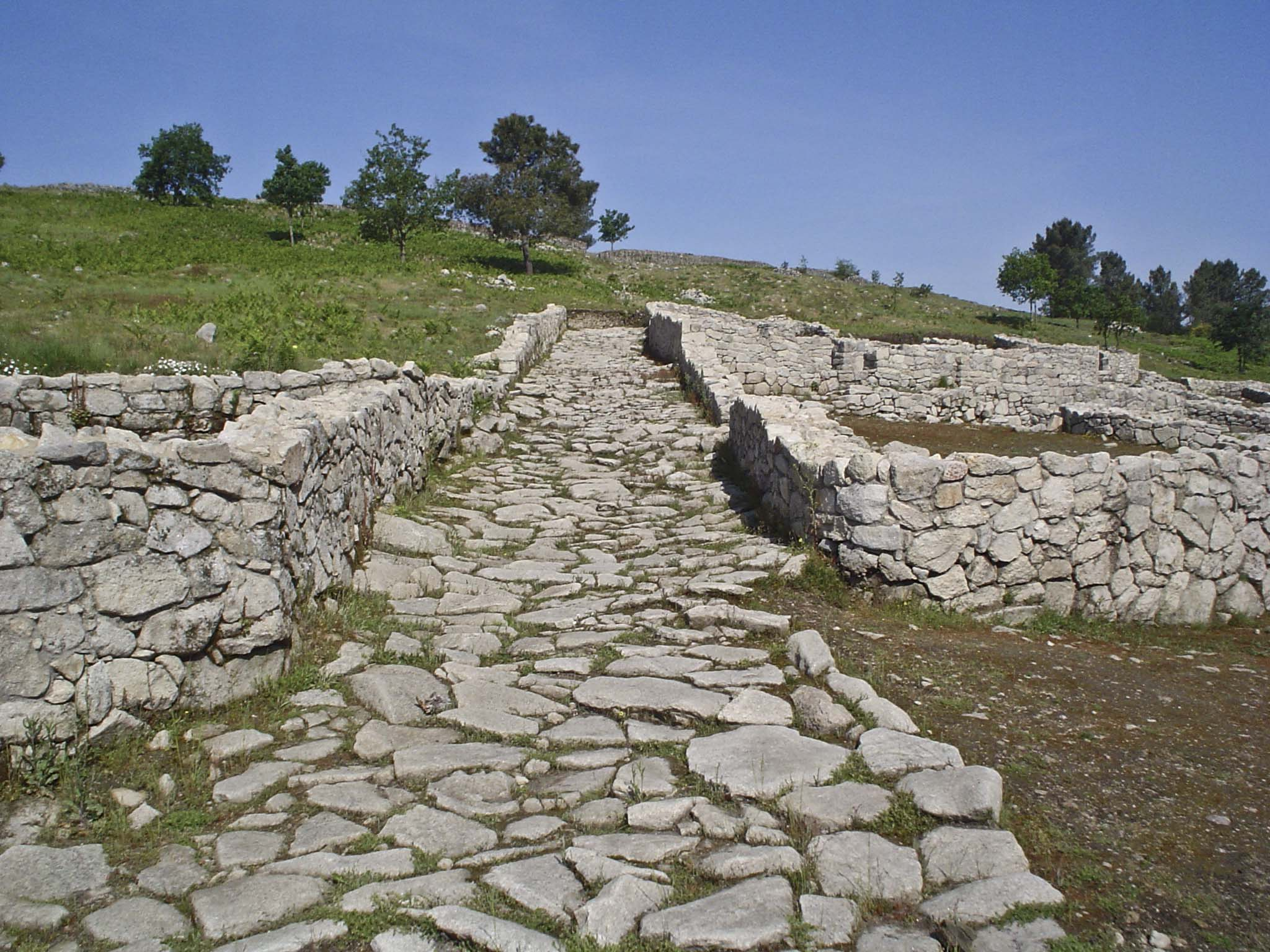
Carrer transversal principal enllosat que puja a la porta est de l'acròpoli del castro.

D'altra banda, en el proper Castro de San Baratat, situat al mont de San Baratat, es varen produir un seguit de troballes, que fan descartar la possibilitat d'una ocupació al mateix temps que la de San Cibrao de Las. Al Castro de San Baratat se li situa en una cronologia propera als segles VI i V aC., corresponent al període inicial o de formació de la cultura castrenya.
El seu nom original (Lansbricae) va aparèixer en una de les tres inscripcions trobades. Una en la porta de ponent del recinte central, fragmentada; una altra, més petita i sobre la superfície d'una pedra de l'acròpoli, amb una dedicatòria a Júpiter; i la tercera, dedicada a Bandua Lansbricae, que al costat dels documents medievals, permet conèixer el nom del poblat.
La ciutat se situa en un punt de difícil defensa natural, per la qual cosa va necessitar forts i extensos dispositius de defensa. Des de l'emplaçament es té una àmplia vista de les valls que l'envolten i manté contacte visual amb els castros de Santa Ádega i el de Trelle, així com la Serra de San Mamede, el mont Faro, la Pena Corneira o els alts do Vieiro, per la qual cosa el domini sobre el territori estava garantit, juntament amb la proximitat a les terres de fàcil cultiu i a l'explotació minera de Laias, on l'obtenció d'or va tenir gran importància.

### Dimensions
Es tracta d'un castro de grans dimensions, a imatge i semblança dels castros del sud de Galícia i el nord de Portugal, com el Castro de Santa Trega o les citanias de Sanfins, Mozinho, Ancora o Briteiros. El paral·lelisme amb aquests poblats també s'estén al traçat gairebé ortogonal de la seva ordenació urbana, sistema considerat producte evolutiu produït per la influència del procés romanitzador.
El castro s'estructura en dos recintes emmurallats de forma el·líptica gairebé concèntrics, amb un lleuger allargament en l'eix nord-est i sud-oest, amb unes dimensions de 294 m de l'eix est-oest i de 420 m de l'eix major. D'aquesta manera, la superfície intramuralles és de 95.900 m², distribuïts en 8.750 m² d'acròpoli i 87.150 m² de anteacròpolis.

### Sistemes defensius

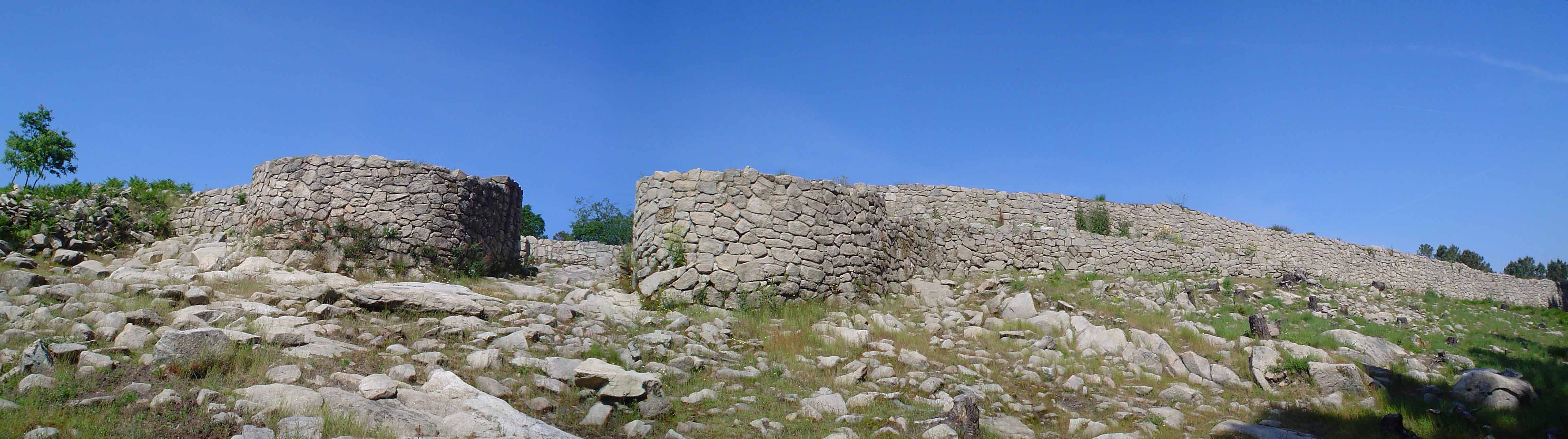
Porta principal de la anteacròpolis i torrasses circulars situades a l'est.

Dels dos recintes emmurallats, l'exterior està reforçat amb una tercera muralla amb el seu fossat i un parapet (en el costat oest) a excepció del costat est, que és més pronunciat:

#### Muralla interior
L'acròpoli està delimitada per una muralla conformada per material granític de la zona, comptant amb un gruix mitjà de 3 m. En la seva part superior podria haver existit un passeig de ronda amb lloses.al que s'accediria per mitjà de passos situats lateralment a l'interior de la muralla i per escales de diversa tipologia, d'un o dos trams, encastades en el mur. La diversitat d'escales d'accés a les muralles és present en tot el sistema defensiu.

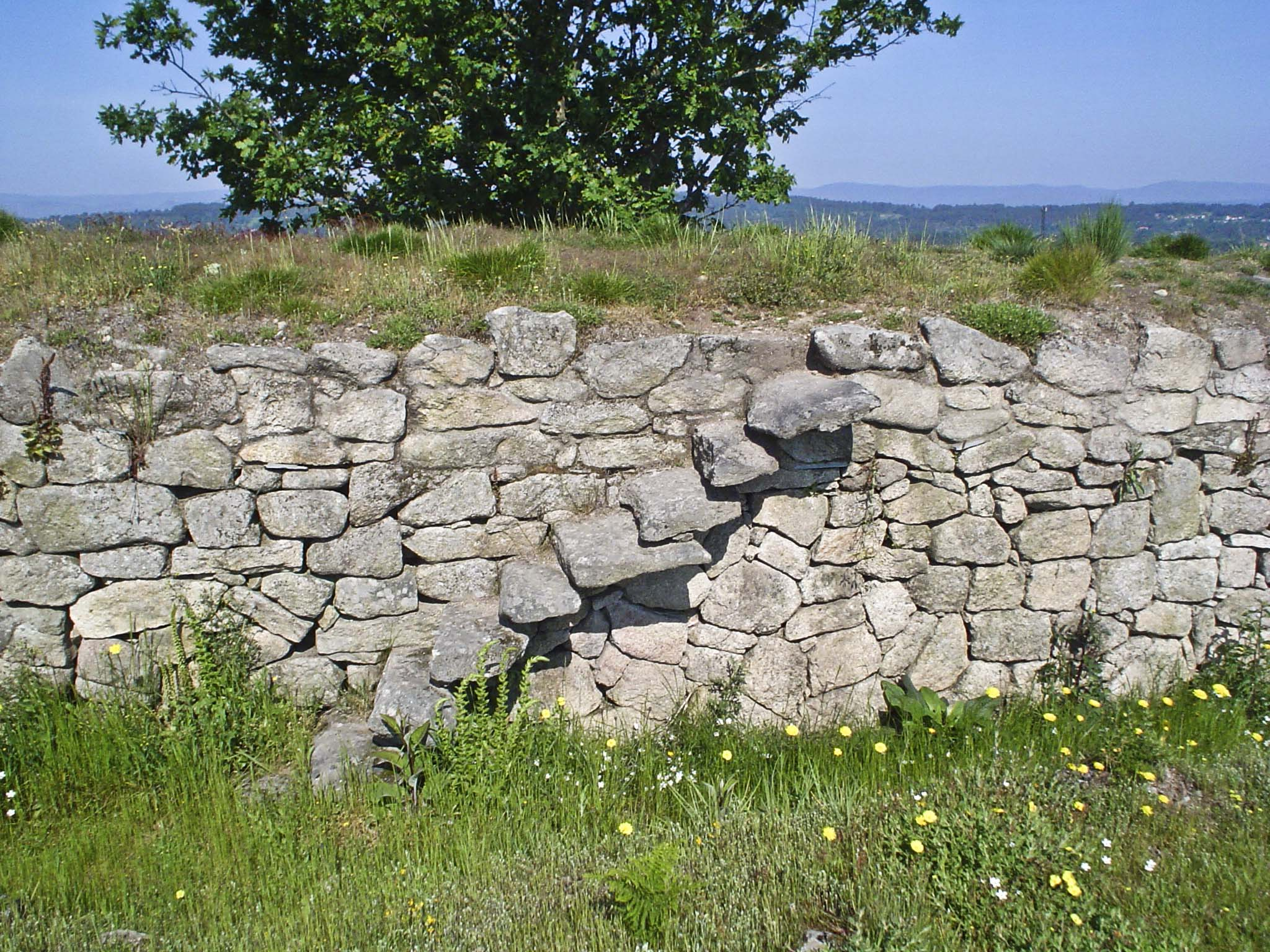
Escala d'accés a la muralla de l'acròpoli. En la muralla es pot observar el sistema de col·locació poligonal dels carreus (i fins i tot en opus spicatum) característic dels castros i els vestigis de les reconstruccions.

Aquesta muralla disposa d'obertures, en forma de portes, amb estructures defensives en l'eix oest-est. A la porta est, que va ser excavada l'any 1982, hi ha dos cossos de guàrdia oberts i rectangulars dins de dues torrasses.
En la porta oest solament hi ha un cos de guàrdia menys desenvolupat, en el qual es va trobar un fragment d'inscripció de difícil interpretació (...MI /...VLE/). Flanquejada per dues defenses, la de la dreta semicircular i adossada sobre la muralla i allargada la de l'esquerra, quan va ser excavada l'any 1948 disposava d'una alçada de tres metres i mitjà.

#### Muralles exteriors
El segon recinte o anteacrópolis està delimitat en gairebé la seva totalitat (a excepció del sud-est i del llevant) per dues muralles amb els seus respectius fossats excavats, i reforçades en algunes zones amb un parapet exterior. En aquestes muralles s'obren 3 portes, a l'oest, a l'est i al sud. Totes elles compten amb torrasses de flanqueig, algunes d'elles amb cossos de guàrdia.
A la zona de la porta oest exterior l'escàs declivi del terreny no facilitava la defensa, un fet que va comportar que el poblat de San Cibrao de Las comptés amb una acumulació de línies defensives. La muralla en aquest punt arriba als sis metres de gruix, si bé té una grossària mitjana de 3 metres. La muralla no s'assenta directament sobre la pedra base sinó que ho fa sobre una capa que no sobrepassa els 15 cm. D'aquesta forma s'afavoria el drenatge d'aigües evitant que la muralla s'afeblís. Està construïda per dos paraments de material granític poligonal.
La porta exterior est és de similars característiques a les observades en les anteriors portes.

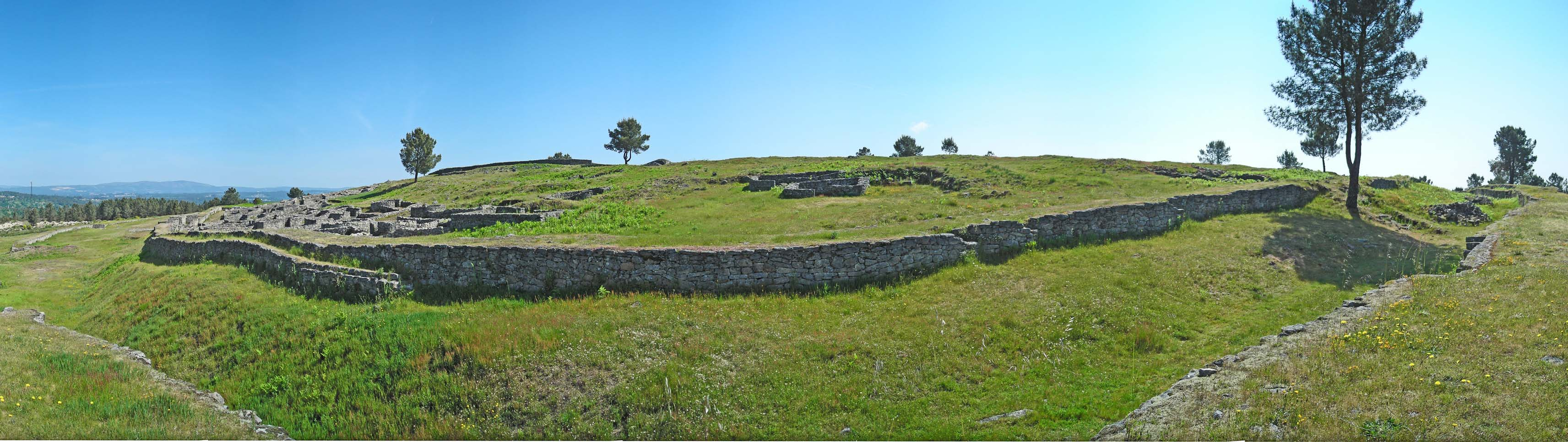
Muralles exteriors del sud i fossat que porta cap a la porta sud.

La porta exterior sud s'assenta sobre la pedra granítica i conserva el testimoniatge de les rodadures dels carros. La flanquegen dues torrasses avançades en els quals no s'aprecien cossos de guàrdia. Aquesta porta s'obre cap a un ampli fossat situat entre aquesta i la segona muralla exterior.

#### Tercera línia de muralla
Arrenca des de gairebé la porta oest exterior i arriba 60 m més enllà de la porta sud, tancant-se sobre la segona muralla.
Per la forma i característiques de les muralles del sud, es creu que la porta del sud deuria ser la més antiga del poblat, configurant un accés fàcilment defensable, ja que obligava a l'entrada al poblat pel fossat, entre les dues muralles.

### L'acròpoli
En l'acròpoli del Castro de San Cibrao de Las es van començar els treballs d'excavació sistemàtica l'any 1922 per part de Cuevillas. Durant la realització d'aquests treballs es va descobrir, prop de la porta, una construcció de planta gairebé quadrada feta amb elements granítics i pavimentat interior també de granit. Al costat de la muralla, a la dreta de la porta, es pot observar una inscripció sobre la pedra amb el text IOVI (dedicat a Júpiter).
Anys més tard, Xaquín Lorenzo va destapar diverses construccions amb plantes de diverses tipologies però, en contrast amb l'ordenació de la anteacròpolis, totes elles estaven aïllades entre si.
Cal destacar que en les portes d'entrada, l'accés a l'acròpoli es realitzava per mitjà d'escales, la qual cosa impediria la possibilitat que els carros tinguessin accés directe a ella.

### La anteacròpolis

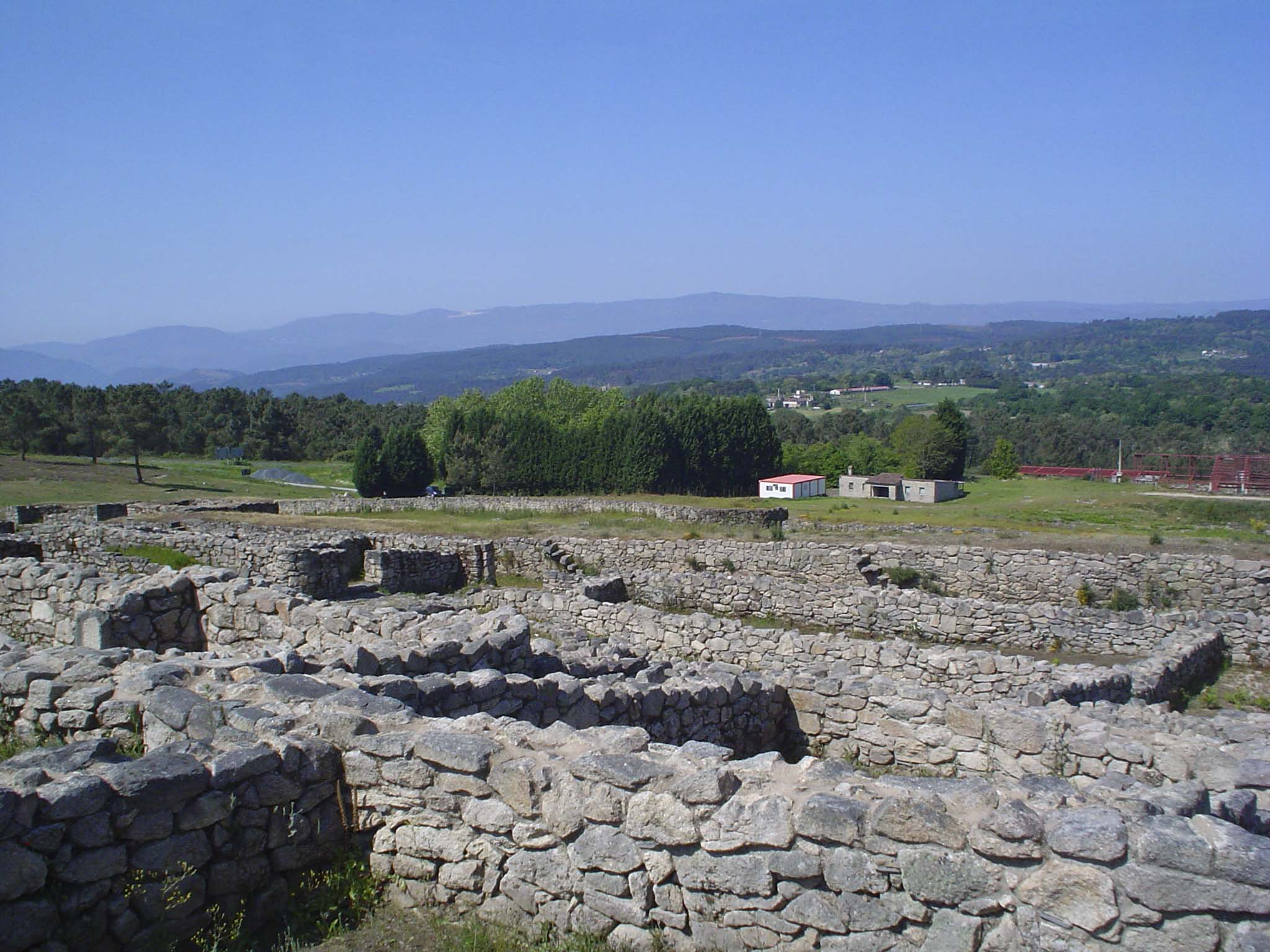
Construccions de la zona oest de la anteacròpolis.

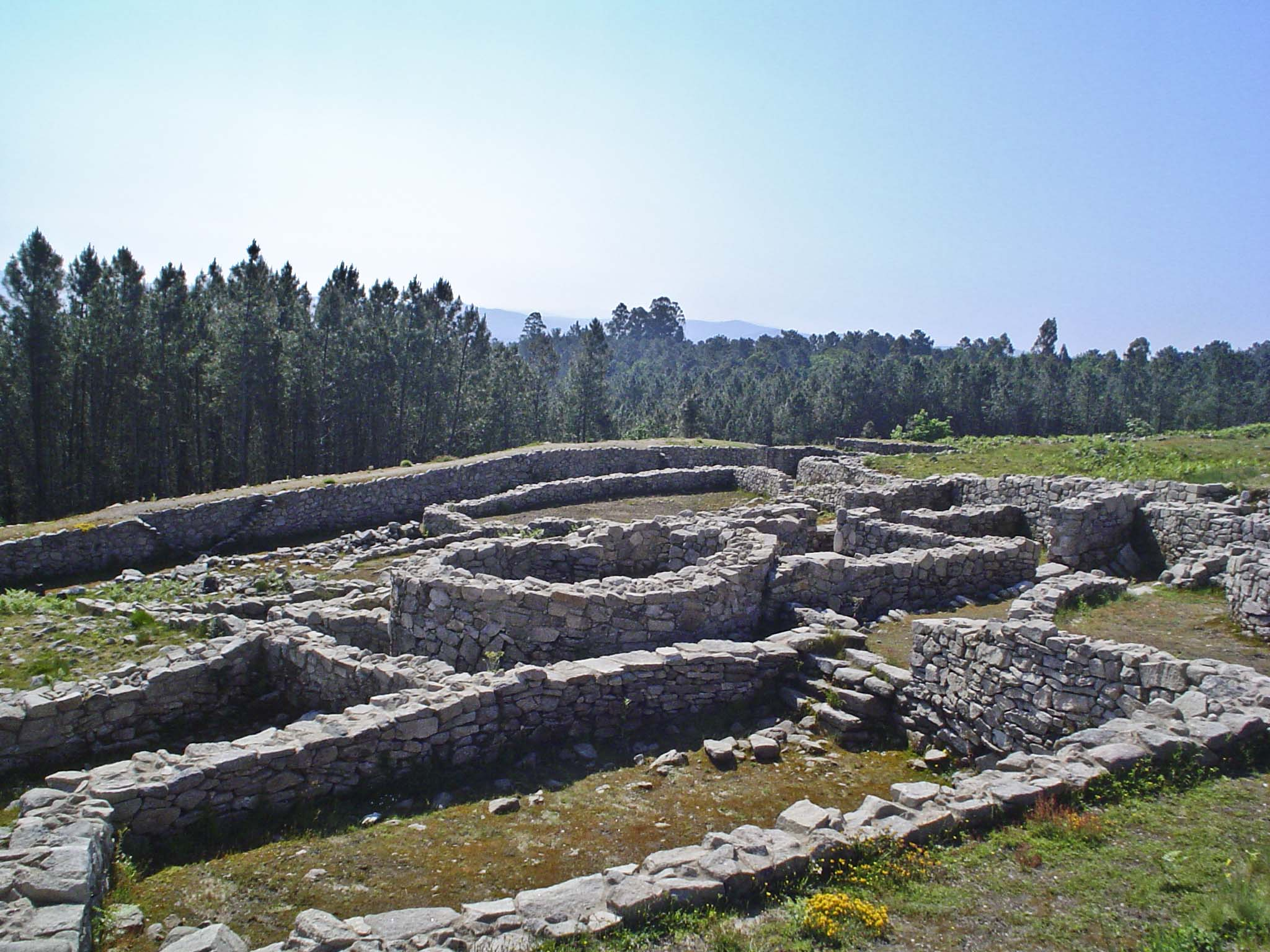
Estructures d'una casa pati amb la construcció ovalada com a eix vertebrador, a la zona est de l'anteacròpolis.

Tant el sector est com l'oest s'aprecia una organització espacial en la distribució de les construccions, conformada per carrers perimetrals, algunes amb paviment enllosat, i que discorren per la part interior de la muralla, i transversals o radials, distribuint les edificacions en una ordenació ortogonal adaptats al terreny.
A la zona oest predominen les construccions de planta rectangular o angular enfront de les circulars, que són minoritàries. Als costats dels carrers es disposaven les construccions, articulades en bastants ocasions entorn d'un espai, un pati al que s'obren diferents construccions, configurant una estructura coneguda com "cases pati". D'altra banda, moltes altres construccions apareixen aïllades.
En aquesta zona, la situació de l'aljub va obligar a la reculada de la zona de residència en la intersecció dels carrers transversals i la perimetral. Una vegada superat l'aljub, el carrer s'apropa a la muralla, deixant un espai de pas amb un ample regular de cinc metres. Un carrer transversal principal progressa cap al recinte central des de la porta de l'oest.
Prop de la porta est d'entrada a l'acròpoli, a la seva dreta, es va descobrir una interessant estructura de planta quadrada i formada per tres graons, una espècie de pedestal, que recorda les de les creu de terme, i que podria ser la base per a una estàtua.
A la zona sud d'aquesta gran anteacròpolis, es troba el conjunt conegut com a Barri Cuevillas, en homenatge al seu descobridor. Cuevillas va excavar tres construccions de plantes circular i ovalada enquadrades per una planta rectangular amb 26 m de costat menor i angles arrodonits.

### La font aljub
Està situada al costat de la porta oest de la anteacròpolis, i és una de les construccions més singulars de les descobertes en el jaciment. La zona en la qual se situa va ser modificada entorn del canvi d'era, per la qual cosa el seu sistema d'accés no és de senzilla interpretació. Presenta planta rectangular amb un costat menor en forma d'absis, i es creu que originalment va estar cobert per una falsa volta. La mina que alimenta a l'aljub té un cabal considerable, malgrat que per si sola resultaria insuficient per donar proveïment a la totalitat de la població que s'estima que vivia al poblat. El 2008-2009 es van acabar els treballs d'excavació d'una altra font aljub, en aquest cas, en el vessant sud-est del castro. De planta irregular, posseeix escales rudimentàries i està situada en la part exterior de la muralla.

## Troballes
Tots ells es troben exposats en el Museu Arqueològic Provincial d'Ourense.
- Armament: Són poques les troballes d'armes en San Cibrao de Las. Destaca un punyal d'antenes.
- Orfebreria:S'han trobat una variada relació d'objectes d'adorn realitzats en bronze: agulles, agulles de cabell, penjolls i fíbules (predominant les de tipus omega).
- Monedes:En les diverses excavacions s'han trobat monedes de bronze amb una cronologia que va des dels primers anys del segle i, procedents de les seques de la vall mitjana del riu Ebre o de Mèrida, i un tresor de monedes també de bronze de mitjan segle iv.

### Inscripcions

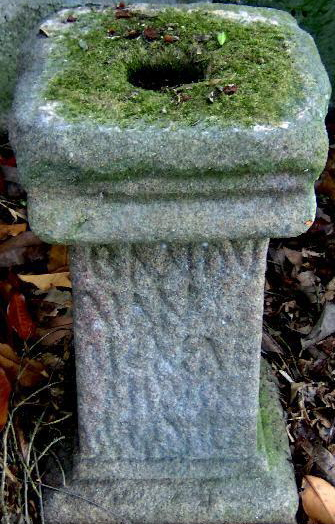
Ara d'Eiras.

Les diverses inscripcions trobades són:
1. La trobada en l'excavació del cos de guàrdia de la porta de ponent de la muralla central.[2]
2. Una breu dedicatòria a Ivppiter gravada sobre una pedra immediata a la muralla central en la seva part interior.
3. Una inscripció votiva, coneguda com a Ara d'Eiras, d'"Aemilivs Rebvrrinvs" a la divinitat "Bandva". La seva procedència no està suficientment clara, ja que feia molts anys que es guardava en una casa propera al recinte, sí bé sembla clar que pertany a l'àrea d'influència territorial del castro. La inscripció ha tingut diverses interpretacions, com "Bandua Lansbricae", "Bandua Alaniobricae" i, més recentment, "Bandua Lambricae".
4. Altres dues inscripcions trobades durant la campanya d'excavació de 2003 en el recinte central del castro, molt a prop de la porta occidental. UNa d'elles diu: SADU/ULAD/V, i l'altra és pedra escrita per les dues cares amb caràcters poc clars.

## Economia
Lluny de la visió dels castrencs com a pobles bel·ligerants, els habitants d'aquest poblat van desenvolupar una gran varietat d'activitats econòmiques i productives, principalment basades en la caça, ramaderia, agricultura i mineria, sense oblidar-se de la realització d'elements de vestit (activitat tèxtil) i d'adorn (orfebreria).

### Mineria
L'activitat minera posa de manifest la importància de la localització del poblat en relació amb l'explotació dels jaciments de Barbantes o Laias al municipi de Cenlle o A Grova, on s'ha constatat l'existència d'activitats mineres des de l'antiguitat, i fins i tot amb les, una mica més llunyanes, explotacions del Puzo do Lago (explotació a cel obert localitzada en Maside) i altres llocs d'explotació de la zona d'O Carballiño i Orcellón.

### Agricultura
El domini que exercia el poblat de les planes de Las, Loucía, Eiras, A Torre i Vilar mostren l'explotació de terres de fàcil cultiu per a la producció de cerealia. Al costat d'aquest ús també es va constatar l'existència d'àmplies zones d'arbrat, principalment roures, les glans dels quals van ser aprofitades pels habitants del poblat, i amb les quals farien una farina panificable. En el jaciment abunden els elements relacionats amb la pràctica de la molta, però no succeeix el mateix amb el nombre d'eines agràries trobades, així com les relacionades amb la ramaderia.

### Activitat tèxtil
L'activitat tèxtil en San Cibrao de Las, deuria ser una activitat de certa importància en la vida diària del poblat, si es té en consideració les abundants troballes d'elements relacionats amb aquesta indústria, com són els pondus (peses) o les fusayolas.

### Ceràmica
Les restes ceràmiques són els elements més abundants del jaciment, com d'altra banda sol ser comú en els poblats castrenys. Per la seva tipologia i característiques es divideixen en dos grans grups:
- Ceràmica de producció local: amb representació d'atuells grans tipus olla, destinades a l'emmagatzematge i atuells de menor grandària per al seu ús en el foc.
- Ceràmica de procedència forana: aquesta ceràmica permet situar a San Cibrao de Las en els circuits comercials de l'època. Es van trobar fragments d'un grup heterogeni de recipients, des dels de gran grandària, per al transport principalment de vi i garum, fins als atuells fins de taula de ceràmiques bracarenses i terra sigillata.